# Klaus Rott

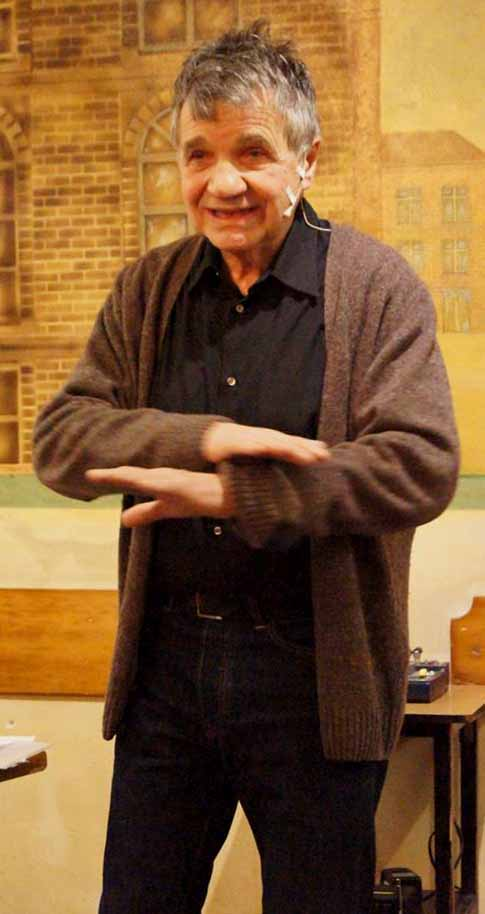
Klaus Rott, 2015, AND: cut.

Klaus Rott (* 9. Oktober 1941 in Wien) ist ein österreichischer Schauspieler und Regisseur. Bekannt wurde er durch die 1975 bis 1979 produzierte österreichische Erfolgsserie Ein echter Wiener geht nicht unter, wo er die Rolle des Karli Sackbauer spielte.

## Leben
Klaus Rott absolvierte nach der Matura am TGM in Wien eine Schauspielausbildung im Max-Reinhardt-Seminar, die er 1963 abschloss, und ging anschließend nach Deutschland, wo er unter anderem in der Uraufführung von Peter Handkes Stück Weissagung am Theater Oberhausen auftrat. 1968 kehrte er wieder zurück nach Wien und war bis 2008 am Theater der Jugend als Regisseur und Schauspieler tätig.
Im Jahr 2002 bekam Rott das Silberne Ehrenzeichen der Stadt Wien durch Wiens Kulturstadtrat Andreas Mailath-Pokorny überreicht.
Von 2003 bis 2007 veranstaltete Rott unter dem Titel Der Herr Karli Sackbauer ein Theaterstück, in dem er erzählte, wie es mit der Familie Sackbauer aus der Fernsehserie Ein echter Wiener geht nicht unter weiterging. Eine Aufzeichnung wurde 2007 als DVD Karli Sackbauer – Eine Fortsetzung von und mit Klaus Rott, veröffentlicht.
Es folgten zwei weitere Karli Sackbauer-Soloprogramme.
2008 erschien der 1. Henkel-Fan-Guide für Wien, ein humorvoller Sprachführer für Fußballfans anlässlich der Fußball-Europameisterschaft 2008, dessen wienerische Texte von Klaus Rott gesprochen sind.
2017 spielte Klaus Rott im Theater Center Forum (Wien) die Titelrolle im Kultmonolog „Der Herr Karl“ von Carl Merz und Helmut Qualtinger. In Folge wurde seine Interpretation des Herrn Karl unter dem Titel Der Herr Karl. filmisch festgehalten. Die Premiere fand 2022 im Metro-Kino in Wien statt, Ende Oktober 2024 folgte eine Ausstrahlung auf ORF III.
Klaus Rott ist mit der Sprecherin und Regisseurin Angelica Schütz verheiratet. Sein Bruder war der Fernsehmoderator und Kulturjournalist Wilfried Rott.

## Filmografie
- 1962: …und ewig knallen die Räuber

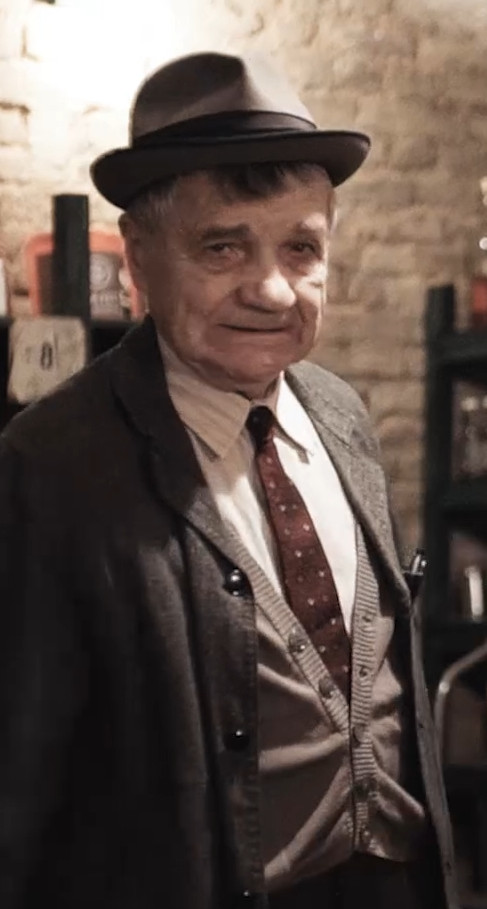
Klaus Rott im Film „Der Herr Karl“, 2021

- 1973: Ein junger Mann aus dem Innviertel (Dokumentarspielfilm)
- 1975: Totstellen – Der Sohn eines Landarbeiters wird Bauarbeiter und baut sich ein Haus
- 1975–1979: Ein echter Wiener geht nicht unter
- 1976: Der junge Freud
- 1976: Jakob der Letzte (Fernsehfilm, nach dem Roman von Peter Rosegger)
- 1982: Gehversuche
- 1983: Waldheimat (2.11 1Folge)
- 1985: Erdsegen
- 1987: Mozart und Meisel
- 1987: Tatort – Der letzte Mord
- 1988: Einstweilen wird es Mittag
- 1988: Kaffeehausgeschichten
- 1989: Schwarz Rot Gold: Wiener Blut
- 1991: Die Strauß-Dynastie
- 1991: Hansi Vrba, Inländerfreund
- 1994: Polizeiruf 110 – Lauf, Anna, lauf!
- 1995: Kaisermühlen Blues Folge 13 – Der Held von Kaisermühlen
- 1997: Tatort – Morde ohne Leichen
- 2002: MA 2412: Das Ende
- 2002: Trautmann
- 2003: Kommissar Rex
- 2007: Tatort – Familiensache
- 2008: Echte Wiener – Die Sackbauer-Saga
- 2010: Echte Wiener 2 – Die Deppat’n und die Gspritzt’n
- 2011: Atmen
- 2012: Braunschlag
- 2013: Tatort – Abgründe
- 2014: Landkrimi – Die Frau mit einem Schuh
- 2015: Altes Geld
- 2016: Landkrimi – Höhenstraße
- 2018: Murer – Anatomie eines Prozesses
- 2021: Landkrimi – Vier (Fernsehreihe)
- 2021: Der Herr Karl
- 2022: Schrille Nacht (Fernsehfilm)